# Redada del Ku Klux Klan al club nocturno La Paloma
El 15 de noviembre de 1937 se produjo la redada del Ku Klux Klan al club nocturno La Paloma en un área no incorporada del condado de Dade, Florida. Se estima que 200 miembros del Ku Klux Klan irrumpieron en el popular club nocturno LGBT, se ordenó a los clientes que se fueran y el club se cerró por la noche. 

## Antecedentes

### Economía turística y reacción
En los años 1930 Miami desarrolló una actividad turística. Las empresas locales pretendían atraer dinero de los turistas ofreciendo Miami como una alternativa más moderna a La Habana. Para atender a los turistas, muchas empresas locales esperaban una actitud relajada de la policía antivicio hacia el juego y una mayor aceptación de los extranjeros. Algunas personas se sintieron frustradas con la nueva economía basada en el turismo y comenzaron una cruzada contra el vicio. Entre los grupos que fueron activos en esta misión se encontraban trabajadores de la construcción afectados por quiebras empresariales en la zona. Esta cruzada comenzó durante la Ley seca y condujo a la revitalización del Ku Klux Klan en el área de Miami.

### Tensiones locales con La Paloma
Las presentaciones del club nocturno La Paloma incluyeron a las primeras drag queens conocidas como "imitadores femeninos" cantando y contando chistes. En general, se entendió que estaba dirigido específicamente a clientes LGBT. Muchos lugareños lo calificaron de indecente. El propietario del club, Al Youst, ya había sido arrestado seis veces, pero a muchos residentes les parecía que los arrestos no cerrarían el club.

## Redada
En la noche del 15 de noviembre de 1937, miembros encapuchados del Ku Klux Klan se reunieron en el Moore Park de Miami para jurar a 125 nuevos miembros. Quemaron una cruz antes de asaltar la sala de fiestas La Paloma. 

### Asaltando el club
Por primera vez en diez años, el Ku Klux Klan realizó un "paseo nocturno" en el área de Miami. Unos 200 "caballeros nocturnos" (responsables de quemaduras y azotes) entraron directamente en el club nocturno. Los miembros del Klan comenzaron a destrozar muebles, maltratar a los trabajadores, amenazar con quemar el edificio, y ordenaron a todas las personas que salieran del club. Un miembro del Klan explicó durante el ataque que "la visita se produjo porque los vecinos del barrio tenían miedo de Youst y no querían comparecer contra él en una denuncia judicial".

## Secuelas

### Redada policial y reapertura
Poco después de la redada del Ku Klux Klan, el sheriff del condado de Dade, David Coleman, calificó el club de "amenaza" y prometió mantenerlo legalmente cerrado. Coleman ordenó al club nocturno que detuviera sus operaciones después de la redada del Ku Klux Klan y luego ordenó una redada policial dos semanas después.
Sin embargo, La Paloma reabrió sus puertas nuevamente en unas semanas. El director del club afirmaría que el club ofrece "entretenimiento más picante que nunca". Una nueva parodia representada en el club contó con artistas que satirizaban el ataque del Klan y se ponían capuchas blancas. 

### Comunidad LGBT de Miami
Un sentido de unidad más fuerte llegó a la comunidad LGBT de Miami, y el club nocturno La Paloma se convirtió en un símbolo de la resistencia LGBT en la ciudad. 